# Szántó Szandra
Szántó Szandra (Budapest, 1978. október 13.) magyar színésznő.

## Életpályája
Szántó Péter és felesége első gyermekeként született. Testvérei közül Szántó Dávid, az MTV sportriportereként lett ismert, valamint Szintia és Mátyás. Tanulmányait a Deák Ferenc Általános Iskolában kezdte, majd szüleihez hasonlóan, középiskolai tanulmányait az Eötvös József Gimnáziumban végezte.
Színészkedési vágya hamar megmutatkozott. Tinédzser korában Földessy Margit Színjátékországa, majd később a Cim-Bo-Ra társulat tagjaként szívta magába a mesterséget. A középiskola elvégzése után a Gór Nagy Mária Színitanoda növendéke volt. Szerepelt a Zsaruvér és Csigavér I.: A királyné nyakéke című filmben és a TV a város szélén című sorozatban.
Komikai tehetsége egyértelműen kitűnt, részt vett az Articsóka Színpad és a székesfehérvári Vörösmarty Színház néhány produkciójában. 2005-től Sas József szerződtette a Mikroszkóp Színpadhoz, ahol számos kabaréjelenetben szerepelt, népszerű komika párost alkottak Kokas Piroskával. 2010-től rövid ideig a Verebes István vezette Kabaré 24 művésze volt. 

„…a legnagyobb, legfontosabb szerepemet 2012. március 12-től kezdve alakítom, ekkor született meg a kisfiam, Olivér. Nem sokkal később külföldre költöztem a családommal, egy ABBA showban léptem föl, közel egy éven keresztül.”

2014–2022 között a Turay Ida Színház színésznője volt.
Pályája során játszott az Álomgyár Társulat előadásain, illetve a Radnóti Miklós Színházban és az Esztergomi Várszínházban is.

## Fontosabb színházi szerepei

### Kabaré
- Mikor lesz elegünk? (Mikroszkóp Színpad – színész)
- Hogy volt? – 100 éves a magyar kabaré (színész – Mikroszkóp Színpad)
- Csak semmi duma! (közreműködő)
- Valakit visz a vicc (közreműködő)
- Szakíts, ha bírsz! (közreműködő)
- Le vagytok szavazva! (közreműködő)
- Mikroszkóp Mulató (közreműködő)
- Röhej az egész (közreműködő)
- Minden ugyanúgy van (közreműködő)
- Nicsak: Kibeszél! (közreműködő)
- Stanka és Panka – kétszemélyes zenés kabaréest
- TárSASjáték – közéleti kabaré (közreműködő)
- Kabaré Retro (összeállítás Tabi László írásaiból) (közreműködő)
- Az élet lapos oldala – Bajor-kabaré (szereplő)
- Tojás a lecsóba – Morbid zenejáték, (színész – Álomgyár Társulat)
- Széllel szembe… (szereplő – Mikroszkóp Színpad)

### Színház
- Együtt a banda (Esztergomi Várszínház – színész)
- John Harold Kander – Fred Ebb: Chicago... June
- William Shakespeare: Szentivánéji álom... Helena, szerelmes Demetriusba
- Benjamin Jonson: Volpone... szereplő (Radnóti Színház)
- Barta Lajos: Szerelem... Nelli (Fiatalok Színháza a Stefánián)
- Szép Ernő: Érzelmes üzletek... szereplő (Kabaré24)
- Zilahy Lajos: Az utolsó szerep... Füstiné, öltöztetőnő
- Ernst Nebhut – Michael Jary: Párizsi éjszakák... Mere Madeleine (egy montmartre-i lokál tulajdonosa)
- Neil Simon: Férj nélkül tökéletes... Mickey
- Carlo Collodi: Pinokkio... Macskusz
- Győri Péter: Panka és a mumus...  Kéményseprő
- Győri Péter: Zsiványok Betlehemben... Mesélő
- Győri Péter: Mátyás madara... Asszony; Azra
- Topolcsányi Laura – Berkes Gábor: Ikrek előnyben!... Country Jane
- Topolcsányi Laura – Berkes Gábor: A férfiak a fejükre estek!... Radó, Adél asszisztense
- Topolcsányi Laura: Kávéház a vén fiákerhez... szereplő
- Topolcsányi Laura: A medve nem játék... szereplő
- Topolcsányi Laura: Aladdin... Utaskisérő
- Topolcsányi Laura: Tündéria... Rubinka néni
- Báldi Mária – Berkes Gábor: A nők (is) a fejükre estek... Marika, Attika testvére
- Béres Melinda: Csingiling... Rontó Pali; Szomszédasszony
- Béres Melinda: Csingiling az erdőben...  Undok Béka
- Béres Melinda: Csingiling és a kalózok... szereplő
- Charles Perrault – Nyírő Beáta – Frédéric Chopin: Hamupipőke... Szakácsné
- Charles Perrault: Csipkerózsika... Királynő
- Hans Christian Andersen – Tóth Alex – Pjotr Iljics Csajkovszkij: Ólomkatona... szereplő
- Grimm fivérek: Hófehérke és a hét törpe... Marika, Attika testvére
- Bozsó József: Kukac Kata kalandjai... Sáska Sámuel
- Kalász Borka: Csodálatos Radazána... Amadil királyné; Baba
- A rátóti csikótojás... Veron

## Filmes és televíziós szerepei
- TV a város szélén (sorozat, 1998) ... (Alex)
- 7-es csatorna (sorozat, 1999) ... (Alex)
- Zsaruvér és Csigavér I.: A királyné nyakéke (2001)... (Rendőrlány)
- Gálvölgyi Show (2007)... (közreműködő)
- Válótársak

- 9. rész (2018)... titkárnő
- Drága örökösök (sorozat)

- Lakótárs (2019) ... Ági
- Topolcsányi Laura: A medve nem játék! – Székely pajzán történetek (színházi előadás, tv-felvétele, 2019)
- Fel a cipővel! (műsorvezető)

## Díjai, elismerései
- Kornay Mariann-díj (2009)